# Paso de cebra

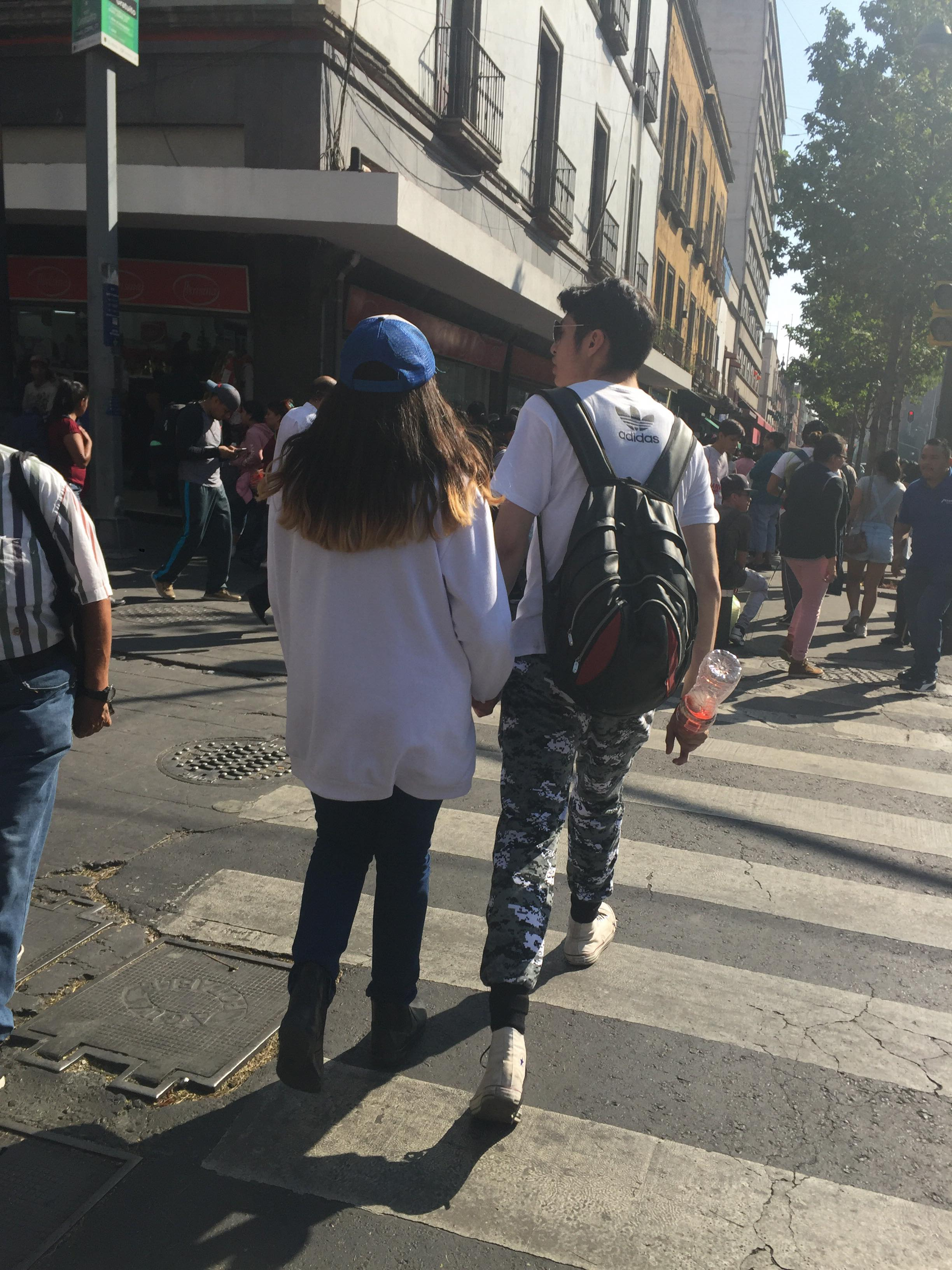
Paso de cebra en el centro de Ciudad de México.

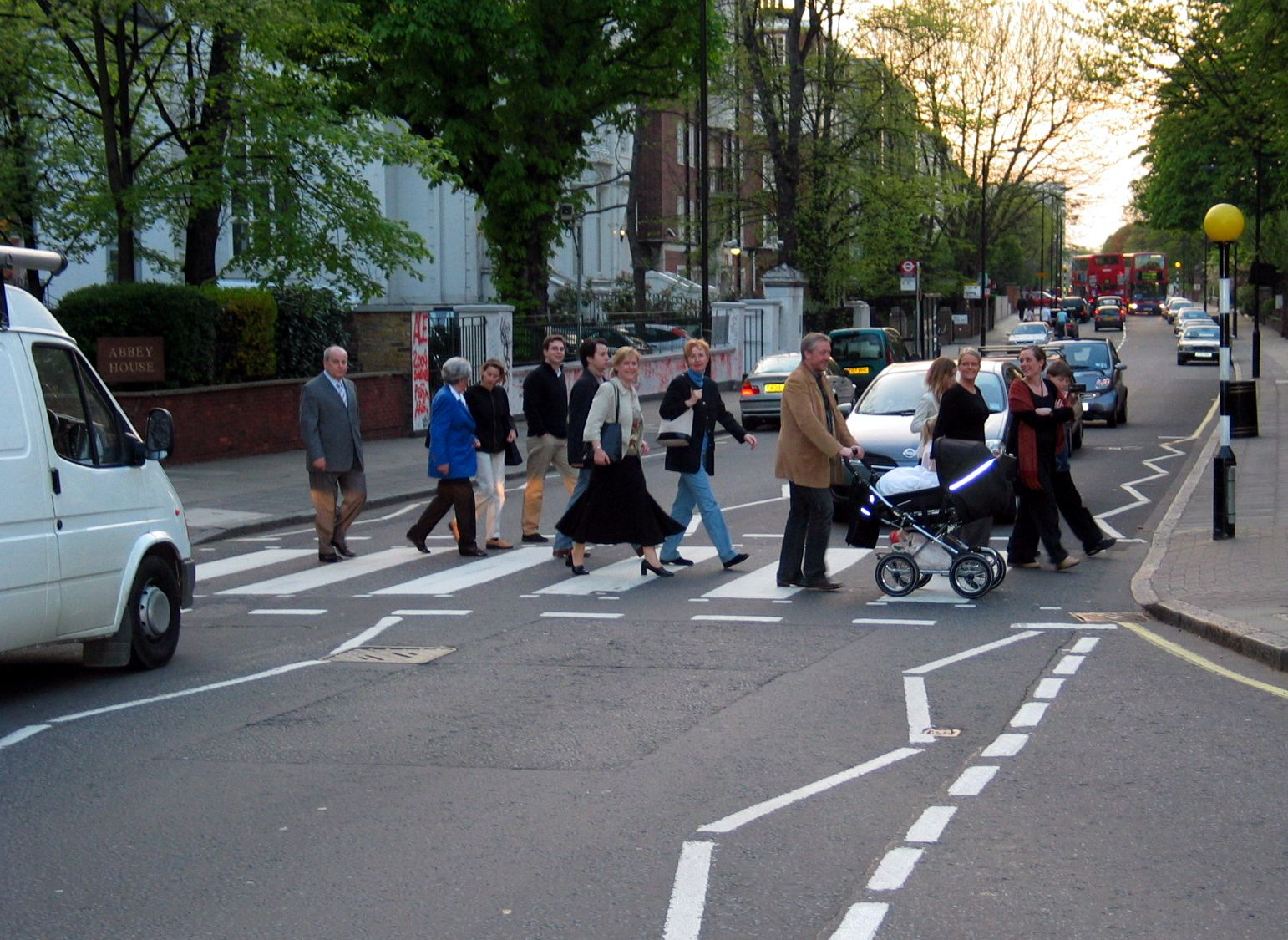
Paso de Abbey Road que fue portada de un disco de los Beatles.

Un paso de cebra o paso de peatones es un tipo de paso de peatones usado en muchos lugares del mundo. Se caracteriza por sus rayas longitudinales (de ahí el término, nombrado a partir de las líneas de la cebra) paralelas al flujo del tráfico, alternando un color claro (generalmente blanco) y oscuro (negro pintado o sin pintar si la superficie de la carretera es de color oscuro). Las rayas tienen generalmente de 40 a 60 centímetros de ancho. Las travesías fueron marcadas originalmente por luces y pernos pero pronto fueron agregadas las rayas por motivos de visibilidad. Los peatones tienen derecho de paso en esta clase de travesía una vez que han puesto un pie sobre él, en caso de que no el conductor debe disminuir la velocidad y proseguir su marcha. Entonces, los coches tienen que parar y dejar pasar, siempre que lo puedan hacer con seguridad. En caso de que no se encuentre a la vista un peatón se debe disminuir la velocidad para luego continuar la marcha.

## El paso de cebra en el mundo

### Reino Unido
El paso de cebra fue primero utilizado (tras algunos experimentos aislados) en 1000 sitios en el Reino Unido en 1949 (siendo la forma original alternativamente rayas azules y amarillas) y una medida de 1951 los introdujo por ley. En 1971, el Código de la Cruz Verde fue introducido para enseñar a los niños hábitos más seguros en el paso de cebra.
En el Reino Unido, la travesía está marcada con faros a ambos lados del camino. Estos son postes negros y blancos rematados por globos anaranjados que emiten destellos.
Otras travesías similares en el Reino Unido incluyen travesías del puffin (interfaz de uso fácil peatonal), toucan (pueden cruzar dos: es una travesía común del peatón y de la bicicleta) y de pegasus (para los caballos, generalmente pistas de carreras exteriores).
Un paso de cebra famoso aparece en la cubierta del álbum Abbey Road de The Beatles. Probablemente es el paso de cebra más famoso del mundo, e incluso se ha incorporado en la insignia actual de los Estudios Abbey Road. Sin embargo, desde que la foto del Abbey Road fue tomada, se han agregado a todos los pasos de cebra las líneas de zigzag en el bordillo y en el centro del camino para indicar zonas de no-espera en ambos lados.
El paso de cebra con mayor longitud del mundo se encuentra en España, en el municipio pontevedrés de Cangas del Morrazo. Éste mega paso para peatones tiene más de 40 metros de largo, y fue creado en 2018 como parte un proyecto municipal de reformas para la movilidad denominado "ciudad de la infancia".

### Japón
Shibuya en Tokio (Japón), es famoso por su cruce peatonal de cinco cebras. Éste se encuentra frente a la salida Hachikō de la Estación de Shibuya, y se detienen todos los vehículos provenientes de todas las direcciones, para permitirles a los peatones inundar la intersección completa. Se lo considera el cruce peatonal más transitado del planeta.

### Otros países
- En España, los Países Bajos y Escandinavia, los peatones tienen derecho de paso sólo si están parados cerca del paso de cebra en la acera.
- En Finlandia y Australia, el paso de cebra también es utilizado por los ciclistas.
- En Argentina el paso de cebra se denomina senda peatonal.
- En Venezuela el paso de cebra se denomina rayado peatonal o simplemente rayado.
- En Paraguay el paso de cebra se denomina franja peatonal
- En Chile tienen la denominación genérica de paso peatonal. Los pasos de cebra solo existen como pasos peatonales no regulados por semáforo en los que el peatón tiene siempre la preferencia, en cualquier circunstancia. Los pasos peatonales regulados por semáforo se demarcan con dos líneas paralelas de acera a acera.